# Філіп Гіндс
Філіп Гіндс  (англ. Philip Hindes, 22 вересня 1992) — британський велогонщик, олімпійський чемпіон.

## Виступи на Олімпіадах
| Олімпіада   | Дисципліна       | Місце |
| ----------- | ---------------- | ----- |
| Лондон 2012 | командний спринт | 1     |

## Зовнішні посилання
- Досьє на sport.references.com